# المهرة عائشة الفلسطينية
المهرة عائشة الشيخ هي فرس فلسطينية مثلت فلسطين في مسابقة جمال الخيول العربية الأصيلة للعام 2024، والتي أقيمت في العاصمة الفرنسية باريس، وحصلت على الميدالية الذهبية ولقب ملكة جمال للفئة العمرية سنتين وثلاث سنوات. سجلت بهذا اللقب إتجازاً عالمياً يضاف إلى سجل رياضة الفروسية الفلسطينية. حصلت المهرة عائشة على أعلى الأصوات من قبل لجنة تحكيم المسابقة، فقد مُنحت على 8 أصوات من أصل 9 ومجموع نقاط قياسي 93.14 وهو الأعلى بين جميع الفئات المتسابقة.

## أصولها
تنحدر المهرة عائشة الشيخ من سلالة عريقة، والدتها الفرس المعروفة "الجمرا" وهي بطلة العالم سابقا وكلتاهما مملوكتان لمربط الشيخ، الكائن في مدينة الناصرة الفلسطينية لصاحبة رجل الأعمال محمد الشيخ رئيس نادي الهلال المقدسي، والذي أسس المربط في العام 2016 وقد تميز في تربية وإنتاج الخيول العربية الأصيلة.
إمتلك الشيخ نخبة من أعرق السلالات العربية في مربطه، فأصبح من المرابط المهمة على مستوى العالم بعد حصوله على لقب العالم خمس مرات.

## حول المسابقة
بدأت بطولة العالم لجمال الخيل العربية الأصيلة في فرنسا، وقام سنويا من عام 1980، وتعتبر من أبرز الفعاليات في هذا المجال وتشارك في المسابقة نخبة الخيول العربية من الدول المختلفة. يذكر أنّه في عام 2021 فاز المهر دي مزيان بلقب بطل العالم لجمال الخيول العربية  الأصيلة، وفي العام 2019 فازت فرس "الچمرا" ببطولة العالم وعادت للمربط بالميدالية الذهبية على مدار عامي على التوالي.